# Систр

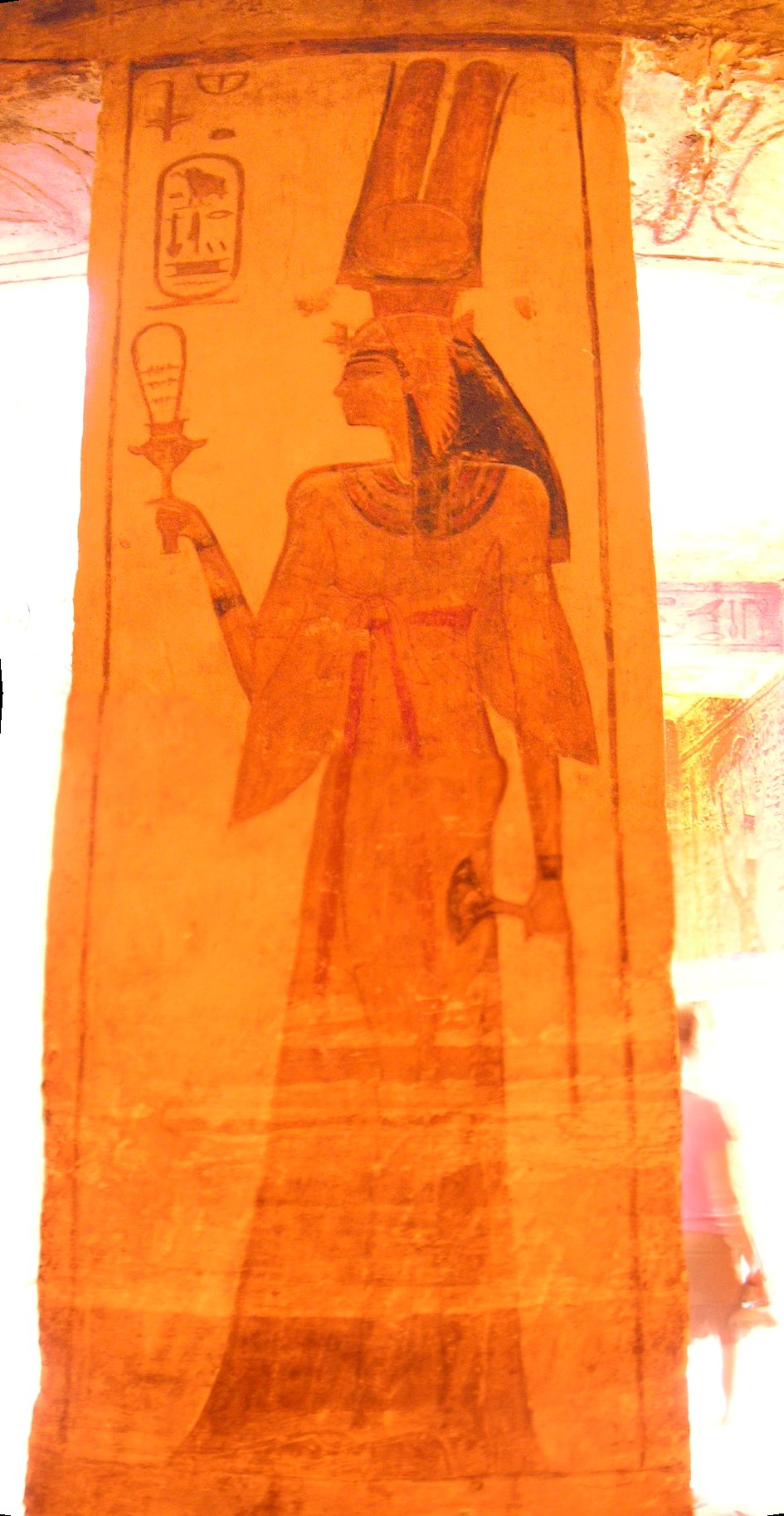
Цариця Нефертарі з систром у руці. Фреска в храмі Абу-Сімбел

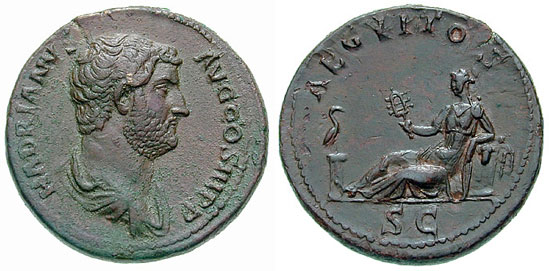
Монета Адріана із зображенням жінки з систром у руці

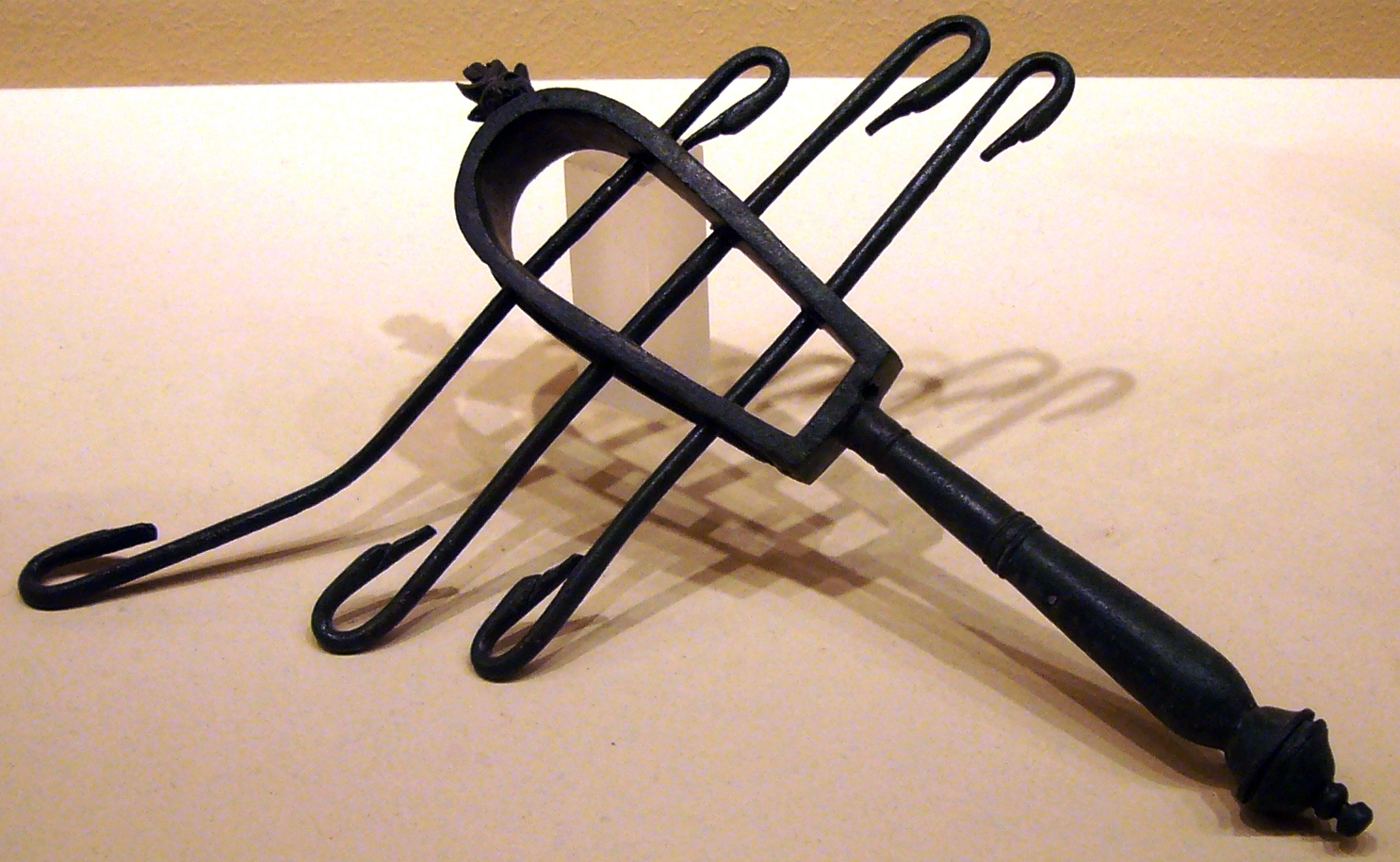
Римський систр

Систр (дав.-гр. σεῖστρον, лат. sistrum) — ударний музичний інструмент, давньоєгипетська храмова брязкалка.
Складався з металевої пластини у формі довгастої підкови або скоби, до більш вузької частини якої прикріплена ручка. Крізь невеликі отвори, зроблені з боків цієї підкови, просмикувалися металеві прути різної величини, кінці яких загиналися гачком. Надіті на гачки металевих стрижнів тарілочки або дзвіночки дзвякали або брязкали при струшуванні.
Навершя систра зазвичай прикрашали зображенням кішки з людським обличчям, а на рукоятці зображували Хатхор і богиню-кішку Бастет.
Величезний золотий систр стояв у головному святилище Хатхор — у її храмі в Дендері (Єгипту. Іун-та-нечерт).
Плутарх («Про Ісіду і Осіріса») приписує систру магічну роль — за допомогою систра відлякують і відражають Тифона (Сета).
Систр використовувався в релігійних процесіях і інших церемоніалах, приурочених до культу Ісіди.
Зі Стародавнього Єгипту потрапив в Шумер, Стародавню Грецію, пізніше в Стародавній Рим. До початку XX століття зустрічався в Єгипті і Абісинії. Як культовий інструмент зберігається в обряді ефіопської Церкви.
В академічній музиці використовується епізодично, поряд з іншими брязкальцями (наприклад, в опері «Севільський цирульник»).